# Liste der Baudenkmale in Bresegard bei Eldena
In der Liste der Baudenkmale in Bresegard bei Eldena sind alle Baudenkmale der Gemeinde Bresegard bei Eldena (Landkreis Ludwigslust-Parchim) und ihrer Ortsteile aufgelistet (Stand: Januar 2021). 

## Bresegard bei Eldena
| ID | Lage                           | Bezeichnung                           | Beschreibung | Bild |
| -- | ------------------------------ | ------------------------------------- | ------------ | ---- |
|    | Dorfstraße 1 (Karte)           | Wohnhaus und Stallscheune             |              |      |
|    | Dorfstraße 21 (Karte)          | Hallenhaus                            |              |      |
|    | Dorfstraße 25 (Karte)          | Wohnhaus                              |              |      |
|    | Dorfstraße                     | Gefallenendenkmal 1914/1918           |              |      |
|    | Karenzer Straße 2 (Karte)      | Häuslerei                             |              |      |
|    | Menkendorfer Straße 13 (Karte) | Bauernhof/Wohnhaus, Stall und Scheune |              |      |

## Ehemalige Denkmale
| ID | Lage       | Bezeichnung                 | Beschreibung | Bild |
| -- | ---------- | --------------------------- | ------------ | ---- |
|    | Dorfstraße | Kopfsteinpflaster und Allee |              |      |